# Luciano Agostini
Luciano Agostini (Rotella, 22 août 1958) est un homme politique italien.

## Biographie
Il est député de la circonscription Marches durant les XVIe et XVIIe législatures de la République italienne pour le Parti démocrate.